# محمد خیرالدین
محمد خیرالدین (به فرانسوی: Mohammed Khaïr-Eddine)، زادهٔ ۱۹۴۱ در شهر تافراوت، نویسنده قرن بیستم میلادی اهل مراکش بود. او روز ۱۸ نوامبر ۱۹۹۵ که مصادف با سالروز استقلال مراکش است، در رباط (مراکش) درگذشت. اکادیر (۱۹۶۷) عنوان یکی از آثار مهم او بود.